# Ghiacciaio Helm
Il ghiacciaio Helm è un ghiacciaio tributario lungo circa 28 km situato nella regione sud-occidentale della Dipendenza di Ross, nell'Antartide orientale. Il ghiacciaio, il cui punto più alto si trova a circa 2300 m s.l.m., si trova nella regione meridionale delle monti della Regina Elisabetta, nell'entroterra della costa di Shackleton, e fluisce verso nord a partire dal versante nord-orientale dell'altopiano del Principe Andrea fino a unire il proprio flusso, a cui nel frattempo si è unito quello del ghiacciaio Krank, a quello del ghiacciaio Lowery, nei pressi del monte Macbain.

## Storia
Il ghiacciaio Helm è stato così battezzato dai membri della squadra settentrionale della spedizione neozelandese di esplorazione antartica svolta nel periodo 1961-62 in onore di Arthur S. Helm, allora segretario del Comitato del Mare di Ross.